# Editorial Catalonia
Catalonia es una editorial chilena de libros, con sede en Santiago. Fue fundada en 2003. La empresa fue fundada por Arturo Infante Reñasco, editor activo en España, Argentina y Chile, quien en 2012 se ubicó entre las 50 editoriales en español más influyentes. 